# 85 î.Hr.
Anul 85 î.Hr. (LXXXV î.Hr.) a fost un an obișnuit al calendarului roman.

## Nașteri
- iunie: Marcus Junius Brutus (Quintus Caepio Brutus), politician roman, conducătorul conspirației în urma căreia a fost  asasinat Iulius Caesar.

## Decese
- 13 ianuarie: Gaius Marius  (n. 157 î.Hr.)
- dată necunoscută: Attius  (n. 170 î.Hr.)
- dată necunoscută: Gaius Iulius Caesar (proconsul) politician roman, pretor și proconsul al Asiei (n. ?)